# Fattigvæsen
Fattigvæsen var den institution der skulle sikre forsørgelse og "aktivering" af de fattige. Efter hvor tids standard var fattigvæsenet et ligefremt usselt og de ældste indretninger etisk uforsvarligt, men dens oprettelse skabte vejen for den udvikling, der skete i samfundet mod moderne social forsørgelse og rehabilitering. Gennem var det at blive indskrevet i fattigvæsenet et social tabu i sig selv, og begrænsede de få privilegerer et menneske måtte havde. Ved demokratiets indførsel blev man umyndiggjort, hvis man blev indskrevet, da det i tiden blev opfattet som at det var den enkeltes skyld at havne i fattigdom, selv ved hvad der i dag er bred enighed om ville være udefrakommende kræfter, såsom at høsten slår fejl. i 1890'erne var omkring 10% af Aalborgs borgerer indskrevet i fattigvæsenet.

## Historie
Før reformationen var det almindeligt at munke ordner, typisk i klostre, tog sig af de aller svageste i samfundet. Både økonomisk men også helbredsmæssigt og ældre uden anden forsørgelse. Efter reformationen og den protestantiske tros udbredelse, begyndte købstæder at oprette deres eget fattigvæsen for at varetage denne opgave, ofte varetaget og styret af præster. Nu blev fattigvæsenet oftest helt afhængigt af private gaver og donationer for at opretholde deres virke, som typisk bestod i at brødføde de fattigste, da kirkerne modsat klostrene ikke havde samme indtægt fra agerbrug og virksomhedsdrift.
I 1708 blev det forbudt at tigge i Danmark samtidig med at købstæder og landområder fik ansvar for at forsøger de værdigt trængende, som det formuleres. Dette betød at de der havde det så økonomisk trængt at de ikke kunne skaffe mad selv, kunne søge om hjælp. Dette førte hurtigt til at landsbyer og købstæder oprettede organiserede institutioner til varetage dette ansvar, typisk i form af fattiggårde og -huse. Her var det ofte stadig gejstlige der havde ansvaret, altså personerne fra kirkevæsenet, mens den øverste myndighed var Den Kongelige Fattigdirektion. Hertil var en kommission af præster, byfogeder, magistrater og borgerer der førte de såkaldte fattiginspektioner.
I starten af 1800-tallet blev det klart at indtægter fra skatter og donationer ikke var tilstrækkeligt til driften af fattigvæsenet, og der blev indført nye forordninger der gav flere muligheder, samt inddeling af de fattige i tre klasser efter behov.
Ved vedtagelse af Landkommunalloven i 1867 blev fattigvæsenet underlagt de nye sognekommuner, der senere blev omdannet til moderne kommuner, og herigennem har udviklet sig til det moderne socialhjælp.